# کایسکی

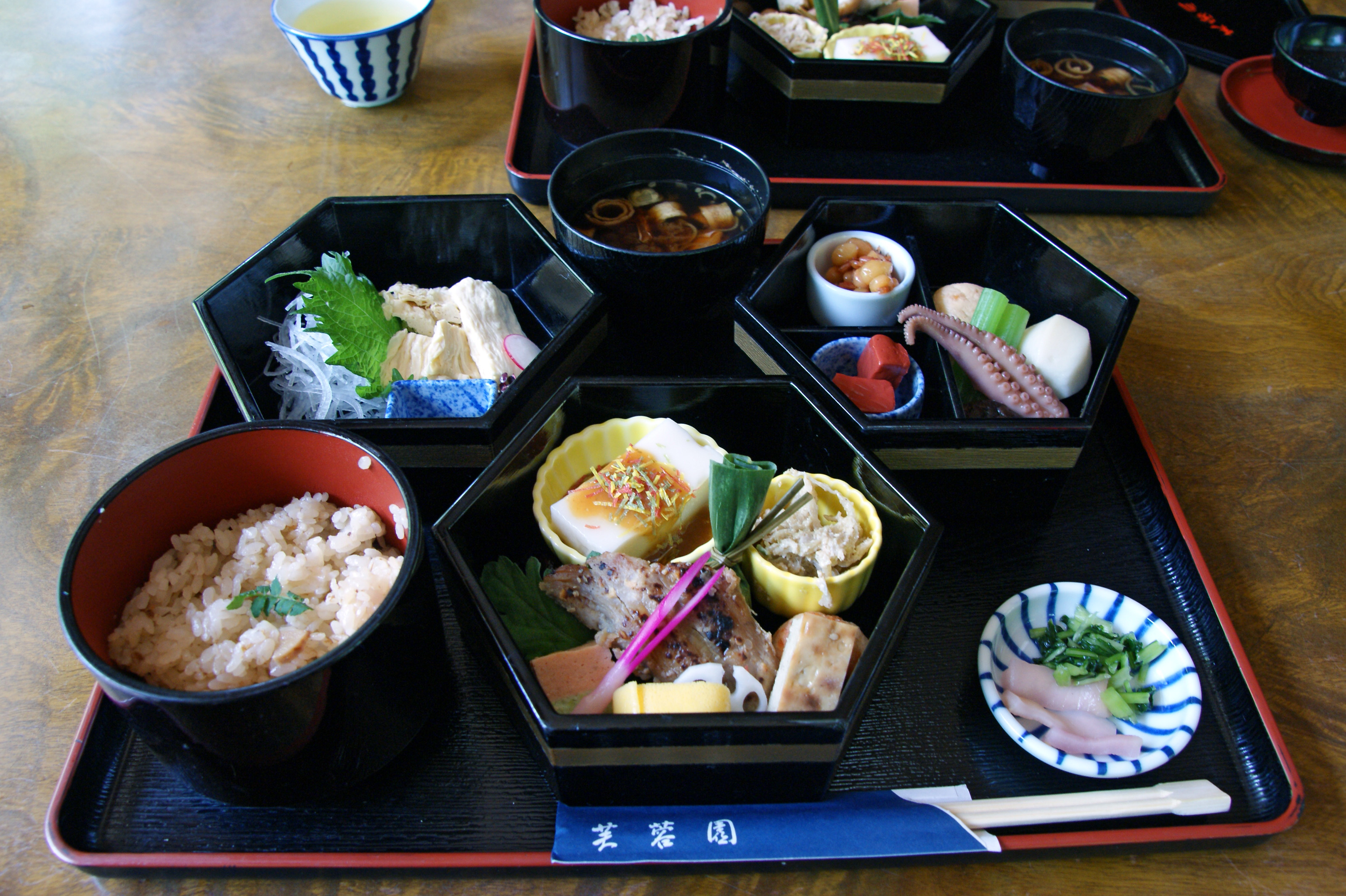
کایسکی

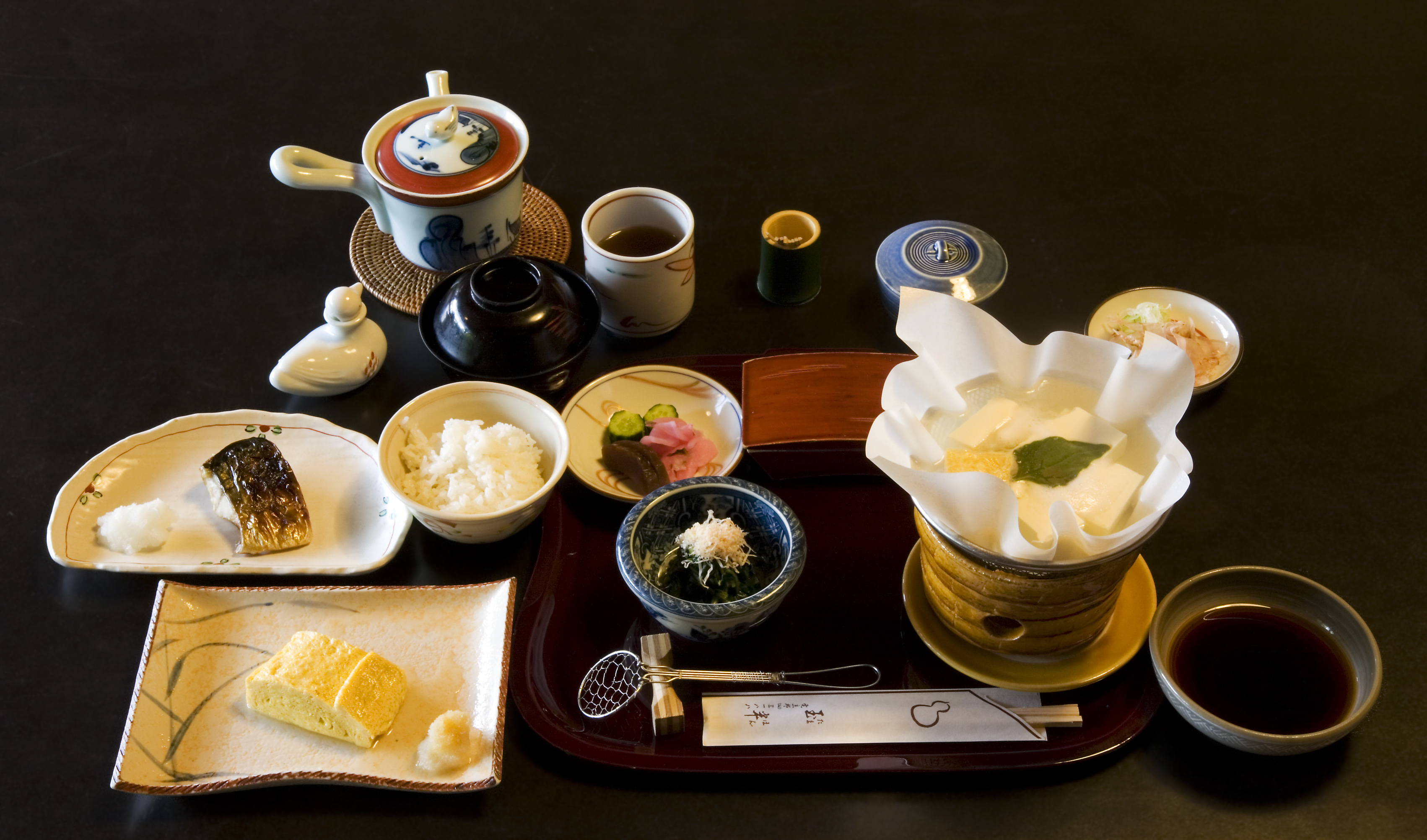

کایسکی (به ژاپنی: 懐石 Kaiseki) یک نوع سبک غذای برخاسته از مراسم چای ژاپنی است. کایسکی در اصل غذاهایی بوده‌است که در طی انجام مراسم چای توسط برگزارکنندهٔ مراسم برای مهمانان تهیه می‌شده‌است. کایسکی از غذاهای مناسب برای پذیرایی از مهمانان در منزل به شمار می‌آید. در خارج از منزل کایسکی بجز مراسم چای در ریوتئی و کاببو و دیگر غذاخوری‌های سنتی ژاپنی، به مشتریان عرضه می‌شود.

## ویژگی کایسکی
- موادغذایی به صورت ساده و ترکیب نشده مصرف می‌شوند.
- در انتخاب موادغذایی، تزئینات غذایی و بوها به فصل توجه می‌شود.
- حجم غذاها کم هستند.
- اندازه و طرز تقسیم هر یک از اجزای غذایی مناسب برای برداشتن با چاپستیک است.
- چای سبز همراه غذا لازم است.[۲]